# 香取鳥見神社
香取鳥見神社（かとりとりみじんじゃ）は千葉県柏市の神社。

## 概略と沿革
698年（文武天皇2年）、香取神社の経津主神と鳥見神社の饒速日命を祭神として創建された。そのため、別名「香取鳥見両神社」という。
かつての社殿には精巧な彫刻が施されていたが、1986年（昭和61年）に火災で焼失した。

## 交通アクセス
- 東武バス布瀬バス停留所で下車。